# Coxicerberus tabai
Coxicerberus tabai is een pissebed uit de familie Microcerberidae. De wetenschappelijke naam van de soort is voor het eerst geldig gepubliceerd in 1982 door Waegele.